# Garage Days Re-Revisited
A Garage Days Re-Revisited a Metallica 1987-ben kiadott mini-albuma (középlemeze), egyben az első hivatalos felvételei Jason Newsted basszusgitárossal. A lemezen feldolgozások találhatóak. Az EP-t 1998-ban a Garage Inc. feldolgozásalbum részeként adták ki újra, majd 2018 áprilisában önállóan is újra megjelent a Metallica remaster-sorozatában.

## Dalok
1. Helpless (Diamond Head)
2. The Small Hours (Holocaust)
3. The Wait (Killing Joke)
4. Crash Course In Brain Surgery (Budgie)
5. Last Caress / Green Hell (The Misfits) – A szám végén elhangzik a Run to the Hills nyitóriffje az Iron Maidentől.

## Közreműködők
- James Hetfield – gitár
- Lars Ulrich – dob
- Kirk Hammett – gitár
- Jason Newsted – basszusgitár